# Timothy M. Swager

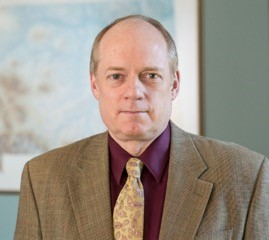
Timothy Swager

 Timothy Manning Swager (* 1. Juli 1961 in Sheridan) ist ein US-amerikanischer Chemiker, bekannt für die Entwicklung chemischer Sensoren auf Basis leitender Polymere und Kohlenstoff-Nanoröhren.
Swager studierte Chemie an der Montana State University mit dem Bachelor-Abschluss 1983 (mit Bestnoten) und wurde 1988 bei Robert H. Grubbs am Caltech promoviert (Precursor routes to conducting polymers from the ring-opening metathesis polymerization of cyclic olefins). Als Post-Doktorand war er am Massachusetts Institute of Technology (MIT) bei Mark S. Wrighton. 1990 wurde er Assistant Professor und 1996 Professor an der University of Pennsylvania und 1996 erhielt er eine volle Professur am MIT. 2005 bis 2010 stand er dort der Chemie-Fakultät vor. Seit 2005 ist er John D. MacArthur Professor für Chemie am MIT. 2002 bis 2005 war er stellvertretender Direktor des Institute for Soldier Nanotechnologies.
Swager entwickelte neuartige chemische Sensoren auf Basis molekularer Elektronik (Nanodrähte und Moleküldrähte mit leitenden Polymeren). Damit konnte er Sensoren für die Detektion von Sprengstoffen entwickeln, die unter dem Namen Fido (ICx Technologies) vermarktet wurden. Fido beruhte auf Verstärkung durch fluoreszierende Polymere (AFP, amplified fluorescent polymer) und der Name soll an einen Hund erinnern (die Sensitivität ist vergleichbar hochtrainierten Sprengstoffhunden). Fido gewann zweimal den US Army Greatest Invention Award und wird zum Beispiel in portablen Geräte und Robotern verwendet. Weitere Detektoren wurden auf Basis von funktionalisierten Kohlenstoff-Nanoröhren an seinem Labor entwickelt (C2Sense, gegründet von seinem Doktoranden Jan Schnorr). Sie dienen auch der Detektion chemischer Substanzen (mit Anwendung zum Beispiel auf die Frische von Lebensmitteln).
Swager forschte auch über Flüssigkristalle und entwickelte ineinandergreifende molekulare Strukturen für hochfeste Materialien, entwickelte funktionalisierte Graphene und Kohlenstoff-Nanoröhren und neuartige Materialien zur Verwendung in NMR (mit Robert G. Griffin, vermarktet in seiner Firma DyNuPol Corp.), die als Zusätze mit dynamischer Kernpolarisierung das Signal-Rausch-Verhältnis verbessern.
Er ist an mehr als 39 Patenten beteiligt. Er ist Gründer der Iptyx Corporation (2003 bis 2009, Hochleistungspolymere) und 2009 von Dynupol.
2016 erhielt Swager den Linus Pauling Award und 2007 den Lemelson-MIT-Preis. 2019 erhielt er den ACS Award in Polymer Chemistry, 2016 den Gustavus John Esselen Award, 2012 den Centenary Prize der Royal Society of Chemistry, 2005 den Carl S. Marvel Creative Polymer Chemistry Award und den Christopher Columbus Foundation Homeland Security Award und 2013 den Award for Creative Invention der American Chemical Society. 2000 war er Cope Scholar. 2006 wurde er Ehrendoktor der Montana State University. Er ist Mitglied der American Academy of Arts and Sciences und der National Academy of Sciences. 1994 bis 1996 war er Sloan Research Fellow und 1993 bis 1996 erhielt er den DuPont Young Faculty Award. Für 2025 wurden ihm der Arthur C. Cope Award und die American Institute of Chemists Gold Medal zugesprochen.

## Schriften (Auswahl)
- mit Q. Zhou: Fluorescent chemosensors based on energy migration in conjugated polymers: the molecular wire approach to increased sensitivity, Journal of the American Chemical Society, Band 117, 1995, S. 12593–12602
- mit David A Vanden Bout, Wai-Tak Yip, Dehong Hu, Dian-Kui Fu, Paul F Barbara: Discrete intensity jumps and intramolecular electronic energy transfer in the spectroscopy of single conjugated polymer molecules, Science, Band 277, 1997, S. 1074–1077
- The molecular wire approach to sensory signal amplification, Accounts of Chemical Research, Band 31, 1998, S. 201–207
- mit Jye-Shane Young: Fluorescent porous polymer films as TNT chemosensors: electronic and structural effects, Journal of the Chemical Society, Band 120, 1998, S. 11864–11873
- mit D. T. McQuade, A. E. Pullen: Conjugated polymer-based chemical sensors DT McQuade, Chemical Reviews, Band 100, 2000, S. 2537–2574
- mit A. C. Eddington u. a.: Polymer-based photonic crystals, Advanced Materials, Band 13, 2001, S. 421–425
- Polymer Electronics for Explosives Detection, in: J. Gardner, J. Yinon (Hrsg.), Electronic Noses and Sensors for the Detection of Explosives, NATO Science Series II: Mathematics, Physics and Chemistry, 2004, S. 29–38
- mit J. D. Tovar: Synthesis of Tunable Electrochromic and Fluorescent Polymers, ion: S. A. Jenekihe, D. J. Kiserow (Hrsg.), Chromogenic Phenomena in Polymers, ACS Symposium Series, Band 888, 2004, S. 368–376 (Kapitel 28)
- mit M. D. Disney u. a.: Detection of bacteria with carbohydrate-functionalized fluorescent polymers, J. of the Chemical Society, Band 126, 2004, S. 13343–13346
- mit S. W. Thomas, G. D. Joly: Chemical sensors based on amplifying fluorescent conjugated polymers, Chemical Reviews, Band 107, 2007, S. 1339–1386
- mit S. W. Thomas: Detection of Explosives Using Amplified Fluorescent Polymers, in: U. C. Oxley, M. Marshall (Hrsg.), Detection of Illicit Chemicals and Explosives, Elsevier: New York, 2008, S. 203–220
- mit B. VanVeller: Poly(aryleneethynylene)s, in: M. Leclerc, J. Morin (Hrsg.), Design and Synthesis of Conjugated Polymers, Wiley-VCH: Weinheim, 2010, S. 175–200.
- mit T. L. Andrew: Exciton Transport through Conjugated Molecular Wires, in: L. D. A. Siebbeles, F. C. Grozema, Charge and Exciton Transport through Molecular Wires, Wiley-VCH: Weinheim 2010
- mit M. Levine: Conjugated Polymer Sensors: Design, Principles, and Biological Applications, in: P. Samori, F. Cacialli (Hrsg.), Functional Supramolecular Architectures: for Organic Electronics and Nanotechnology, Band 1, Wiley-VCH: Weinheim 2010, S. 81–133 (Kapitel 4)
- mit J. M. Schnorr: Emerging applications of carbon nanotubes, Chemistry of Materials, Band 23, 2010, S. 646–657